# Цел ам Зее
 Тази статия е за града в Австрия.  За окръга вижте Цел ам Зее (окръг).  
Цел ам Зее (на немски: Zell am See) е град в провинцията Залцбург, Западна Австрия.

## География
Разположен по западното крайбрежие на езерото Цел. Цел ам Зее е известен алпийски курорт с височина 760 m. Градът е разположен в едноименния окръг Цел ам Зее и е негов главен административен център. Към 1 януари 2010 година, населението му е 9616 жители (9638 през 2009 г.). Цел ам Зее е разположен на 389 km югозападно от Виена, и на 85 km югозападно от Залцбург. В града има летище и жп гара.

### Квартали
Цел ам Зее е разделен на шест части:
- Брукберг (жилищната част на града)
- Зелермус
- Ерлберг
- Шмитен
- Тумерсбах (до крайбрежието, красива гледка, по-богатата част)
  - Прилау (летен курорт)
- Цел ам Зее
  - Стария Град (центъра)
  - Южен Цел ам Зее (Счутдорф)

## История
Сведения за първите заселници има от Римската епоха. Градът получил статут на пазарен център през 1357 г. и статут на град на 24 януари, 1928 година.

## Архитектура
Една от архитектурните забележителности на града е сградата на общината, бивш дворец Розенберг.

## Спорт
Представителният футболен отбор на града е ФК Цел ам Зее.

## Просвета
В града има 3 начални училища, гимназия, политехническа гимназия, граматично училище, училище за бавноразвиващи се деца, висше търговско училище (университет Цел ам Зее) и едно търговско училище.

## Родени в Цел ам Зее
- Георг Рендъл (1903 – 1972), писател
- Херберт Фойерщайн (р.1937), артист
- Ханс-Петер Щайнахер (р.1968), ветроходец
- Роман Хагара (р.1966), ветроходец, олимпийски шампион
- Феликс Готвалд (р.1976), скиор

## Починали в Цел ам Зее
- Фери Порше (1909 – 1998), австрийски автомобилен дизайнер

## Панорама

### Пейзаж
Старинният Цел ам Зее е бил по на север от колкото днешния, но с течение на времето, града се е преместил по-на юг, защото на старото място се образувало мочурище и почвата не е била подходяща за строене. Езерото в близост до градът има формата на фъстък и има площ от 4,7 км².
Планината в близост до градът се казва Хаусеберг. Връх Хундещайн е висок 2117 м и е най-високият връх в Хаусеберг.